# Viridivia
Viridivia é um género botânico pertencente à família Passifloraceae.